# Kolosszálisan bővelkedő számok

A σ_{1}(n) szigmafüggvény értéke n = 250-ig

Kolosszálisan bővelkedő számok prímhatvány osztói

A matematika, azon belül a számelmélet területén a kolosszálisan bővelkedő számok (angol nyelvterületen colossally abundant numbers, rövidítve CA) olyan természetes számok, melyek egy bizonyos, szigorú értelemben vett „sok” osztóval rendelkeznek. Formálisan, egy n természetes szám akkor és csak akkor kolosszálisan bővelkedő, ha létezik olyan ε > 0 valós szám, amelyre igaz, hogy minden k > 1-re:
{\displaystyle {\frac {\sigma (n)}{n^{1+\varepsilon }}}\geq {\frac {\sigma (k)}{k^{1+\varepsilon }}}}.
ahol σ az osztóösszeg-függvényt jelöli. Minden kolosszálisan bővelkedő szám egyben szuperbővelkedő szám, de az állítás megfordítása nem igaz.
Az első 15 kolosszálisan bővelkedő szám – 2, 6, 12, 60, 120, 360, 2520, 5040, 55440, 720720, 1441440, 4324320, 21621600, 367567200, 6983776800 (A004490 sorozat az OEIS-ben) egyben az első 15 kiváló erősen összetett szám is.

## Történetük
A kolosszálisan bővelkedő számokat elsőként Rámánudzsan tanulmányozta, eredményeit az 1915-ös, erősen összetett számokról szóló publikációjában kívánta megjelentetni. Sajnos a publikációt gondozó London Mathematical Society abban az időben pénzügyi nehézségekkel küzdött, ezért Rámánudzsannak rövidítenie kellett a dolgozatán, hogy a nyomdai költségek alacsonyabbak legyenek. Eredményeinek nagy része a Riemann-sejtés igazságától függtek, ebből kiindulva talált alsó és felső korlátokat a kolosszálisan bővelkedő számok nagyságára és bebizonyította, hogy a Robin-egyenlőtlenség (lásd lejjebb) igaz elegendően nagy n értékekre.
A kolosszálisan bővelkedő számok megjelentek még Leonidas Alaoglu és Erdős Pál 1944-es cikkében, amiben megkísérelték kiterjeszteni Rámánudzsan eredményeit.

## Tulajdonságaik
A kolosszálisan bővelkedő számok csoportja a természetes számok azon csoportosításai közé tartozik, melyek megpróbálják valahogy megragadni azt az elképzelést, hogy egy szám sok osztóval rendelkezik. Egy adott n pozitív egész számhoz tartozó σ(n) osztóösszeg-függvény megadja az n-et osztó összes szám summáját, az 1-et és magát az n-et is beleértve. Paul Bachmann kimutatta, hogy σ(n) értéke átlagosan π²n / 6 körül mozog. Grönwall tétele szerint azonban a σ(n) függvény maximális rendje  ennél mindig kissé nagyobb értéket vesz föl, méghozzá létezik n egészek olyan növekvő sorozata, melyekre a σ(n) értéke nagyjából eγnlog(log(n)), ahol γ az Euler–Mascheroni-állandó. Tehát a kolosszálisan bővelkedő számok oly módon ragadják meg a sok osztóval rendelkezés fogalmát, hogy megkövetelik valamely ε > 0 értékre, hogy a
{\displaystyle {\frac {\sigma (n)}{n^{1+\varepsilon }}}}
függvény értéke az összes n közül maximális legyen. Bachmann és Grönwall eredményei biztosítják, hogy a függvénynek minden ε > 0-ra van maximuma és ez a maximum annál nagyobb, minél közelebb van ε a nullához. Így tehát végtelen sok kolosszálisan bővelkedő szám létezik, bár meglehetősen ritkásan helyezkednek el a számegyenesen, a 1018-nál kisebb számok közül mindössze 22 ilyet találunk.
A fenti függvénynek minden ε-ra van maximumhelye, de nem nyilvánvaló (és valóban nem is igaz), hogy ez a maximális érték minden ε-ra különböző lenne. Alaoglu és Erdős vizsgálták, hogy adott ε értékre hány különböző n értékre lehet maximális a függvényérték. Megmutatták, hogy a legtöbb ε értékre egyetlen n egész számra maximális a függvény. Később Erdős és Jean-Louis Nicolas megmutatta, hogy ε bizonyos diszkrét értékeire 2 vagy 4 különböző maximális értéket adó n is létezhet.
1944-es dolgozatukban Alaoglu és Erdős azt a sejtést mondták ki, miszerint két egymást követő kolosszálisan bővelkedő szám hányadosa mindig prímszám. Megmutatták, hogy ez következne a transzcendenciaelmélet négy exponenciális-sejtésének egy speciális esetéből, miszerint bármely két különböző p és q prímszámokra azok a t valós számok, melyekre pt és qt is racionális, éppen a természetes számok. A három prímszámra vonatkozó eredmény felhasználásával – a hat exponenciális-tétel azon speciális esete, amit Siegel állítólag bebizonyított – megmutatták, hogy egymást követő kolosszálisan bővelkedő számok hányadosa prím vagy félprím, de semmiképpen sem prím négyzete.
Alaoglu és Erdős sejtését nem sikerült sem igazolni, sem cáfolni, bár érvényességét legalább 107-ig tesztelték. Ha a sejtés igaz, akkor létezik (nem feltétlenül különböző) prímszámok p1, p2, p3… sorozata, amire igaz, hogy az n-edik kolosszálisan bővelkedő szám:
{\displaystyle c_{n}=\prod _{i=1}^{n}p_{i}}
Ha a sejtés igaz, ez a sorozat így kezdődik: 2, 3, 2, 5, 2, 3, 7, 2 (A073751 sorozat az OEIS-ben). Alaoglu és Erdős sejtéséből az is következne, hogy nincs olyan ε érték, amire négy különböző n szám is kiadja a fenti függvény maximumát.

## A Riemann-sejtéssel való kapcsolatuk
Az 1980-as években Guy Robin igazolta, hogy a Riemann-sejtés ekvivalens azzal az állítással, hogy a következő egyenlőtlenség igaz minden n > 5040 esetre: (ahol γ az Euler–Mascheroni-állandó)
{\displaystyle \sigma (n)<e^{\gamma }n\log \log n\approx 1,781072418\cdot n\log \log n\,}
Ismert, hogy az egyenlőtlenség nem teljesül a következő 27 számra: (A067698 sorozat az OEIS-ben):
2, 3, 4, 5, 6, 8, 9, 10, 12, 16, 18, 20, 24, 30, 36, 48, 60, 72, 84, 120, 180, 240, 360, 720, 840, 2520, 5040.
Robin bebizonyította, hogy ha a Riemann-sejtés igaz, akkor n = 5040 az utolsó egész, amire az egyenlőtlenség hamis. Munkája nyomán nevezik az egyenlőtlenséget Robin-egyenlőtlenségnek. Tudjuk, hogy ha a Robin-egyenlőtlenség egy további számra nem teljesülne, akkor az a szám kolosszálisan bővelkedő szám lesz; a Riemann-sejtés tehát ekvivalens azzal az állítással, hogy a Robin-egyenlőtlenség minden n > 5040 kolosszálisan bővelkedő számra igaz.
2001–2002-ben Lagarias bemutatta Robin sejtésének egy alternatív alakját, amihez nincs szükség kivételek megállapítására. Lagarias logaritmus helyett harmonikus számokat használ:
{\displaystyle \sigma (n)<H_{n}+\exp(H_{n})\log(H_{n})}
Vagy, ha a 8 kivételtől eltekintünk (n = 1, 2, 3, 4, 6, 12, 24, 60):
{\displaystyle \sigma (n)<\exp(H_{n})\log(H_{n})}